# Collegio uninominale Lombardia 2 - 05 (2017)
Il collegio elettorale uninominale Lombardia 2 - 05, o collegio uninominale Como, è stato un collegio elettorale uninominale della Repubblica Italiana per l'elezione della Camera tra il 2017 ed il 2022.

## Territorio
Come previsto dalla legge elettorale italiana del 2017, il collegio era stato definito tramite decreto legislativo all'interno della circoscrizione Lombardia 2.
Era formato dal territorio di 50 comuni: Albiolo, Appiano Gentile, Beregazzo con Figliaro, Binago, Bizzarone, Blevio, Bregnano, Brunate, Bulgarograsso, Cadorago, Cagno, Carate Urio, Carbonate, Cassina Rizzardi, Castelnuovo Bozzente, Cernobbio, Cirimido, Colverde, Como, Faloppio, Fenegrò, Fino Mornasco, Grandate, Guanzate, Laglio, Limido Comasco, Lipomo, Locate Varesino, Lomazzo, Luisago, Lurago Marinone, Lurate Caccivio, Maslianico, Moltrasio, Montano Lucino, Mozzate, Olgiate Comasco, Oltrona di San Mamette, Rodero, Ronago, Rovellasca, Rovello Porro, San Fermo della Battaglia, Solbiate, Torno, Turate, Uggiate-Trevano, Valmorea, Veniano e Villa Guardia.
Il collegio era quindi interamente compreso nella provincia di Como.
Il collegio era parte del Collegio plurinominale Lombardia 2 - 02.

## Eletti
| Elezione | Elezione | Deputato      | Gruppo parlamentare                  |
| -------- | -------- | ------------- | ------------------------------------ |
|          | 2018     | Laura Ravetto | Forza Italia - Berlusconi Presidente |
|          | 2020     | Laura Ravetto | Lega - Salvini Premier               |

## Dati elettorali

### XVIII legislatura
Come previsto dalla legge elettorale, 232 deputati erano eletti con sistema a maggioranza relativa in altrettanti collegi uninominali a turno unico.
| Candidati              | Candidati               | Voti    | %     | Liste                           | Voti    | %     |
| ---------------------- | ----------------------- | ------- | ----- | ------------------------------- | ------- | ----- |
|                        | Laura Ravetto ✔️ Eletto | 83 080  | 48,19 | Lega                            | 49 435  | 28,68 |
| Forza Italia           | Laura Ravetto ✔️ Eletto | 83 080  | 48,19 | 24 354                          | 14,13   |       |
| Fratelli d'Italia      | Laura Ravetto ✔️ Eletto | 83 080  | 48,19 | 7 839                           | 4,55    |       |
| Noi con l'Italia - UDC | Laura Ravetto ✔️ Eletto | 83 080  | 48,19 | 1 452                           | 0,84    |       |
|                        | Chiara Braga            | 40 829  | 23,68 | Partito Democratico             | 33 075  | 19,19 |
| +Europa                | Chiara Braga            | 40 829  | 23,68 | 5 447                           | 3,16    |       |
| Italia Europa Insieme  | Chiara Braga            | 40 829  | 23,68 | 1 718                           | 1,00    |       |
| Civica Popolare        | Chiara Braga            | 40 829  | 23,68 | 589                             | 0,34    |       |
|                        | Elisa Nicotra           | 37 498  | 21,75 | Movimento 5 Stelle              | 37 498  | 21,75 |
|                        | Marco Malinverno        | 4 087   | 2,37  | Liberi e Uguali                 | 4 087   | 2,37  |
|                        | Roberta Mastella        | 1 720   | 1,00  | CasaPound                       | 1 720   | 1,00  |
|                        | Matilde Luzzi           | 1 222   | 0,71  | Il Popolo della Famiglia        | 1 222   | 0,71  |
|                        | Giovanna Fierro         | 1 042   | 0,60  | Potere al Popolo!               | 1 042   | 0,60  |
|                        | Salvatore Pietrocola    | 1 017   | 0,59  | Italia agli Italiani            | 1 017   | 0,59  |
|                        | Edoardo Colombo         | 566     | 0,33  | 10 Volte Meglio                 | 566     | 0,33  |
|                        | Sara Tomasi             | 489     | 0,28  | Grande Nord                     | 489     | 0,28  |
|                        | Mario Vasile            | 321     | 0,19  | Partito Valore Umano            | 321     | 0,19  |
|                        | Saturnino Giardiello    | 315     | 0,18  | Per una Sinistra Rivoluzionaria | 315     | 0,18  |
|                        | Nunziato Grosso         | 113     | 0,07  | PRI - ALA                       | 113     | 0,07  |
|                        | Carmelina Casu          | 92      | 0,05  | Blocco Nazionale per le Libertà | 92      | 0,05  |
| Totale                 | Totale                  | 172 391 | 100   |                                 | 172 391 | 100   |
|                        |                         |         |       |                                 |         |       |
| Voti non validi        | Voti non validi         | 5 693   | 3,20  |                                 |         |       |
| Votanti                | Votanti                 | 178 084 | 75,44 |                                 |         |       |
| Elettori               | Elettori                | 236 049 |       |                                 |         |       |